# David Mobärg
David Mobärg (Undersåker, 17 maggio 1999) è uno sciatore freestyle svedese, specialista dello ski cross.

## Biografia
Originario di Undersåker e attivo in gare FIS dal gennaio 2016, David Mobärg ha debuttato in Coppa del Mondo l'11 febbraio 2017, giungendo 54º nello ski cross a Idre Fjäll. Ad Arosa, il 15 dicembre 2020, ha ottenuto il suo primo podio, nonché la sua prima vittoria, nel massimo circuito.

## Palmarès

### Mondiali
- 1 medaglia:
  - 1 oro (ski cross a squadre a Bakuriani 2023)

### Mondiali juniores
- 1 medaglia:
  - 1 oro (ski cross a Reiteralm 2019)
  - 1 argento (ski cross a Val Thorens 2016)

### Coppa del Mondo
- Vincitore della Coppa del Mondo di ski cross nel 2024
- 18 podi:
  - 11 vittorie
  - 5 secondi posti
  - 2 terzi posti

#### Coppa del Mondo - vittorie
| Data             | Luogo      | Paese    | Disciplina |
| ---------------- | ---------- | -------- | ---------- |
| 15 dicembre 2020 | Arosa      | Svizzera | SX         |
| 14 dicembre 2021 | Arosa      | Svizzera | SX         |
| 14 gennaio 2022  | Nakiska    | Canada   | SX         |
| 19 marzo 2022    | Veysonnaz  | Svizzera | SX         |
| 21 gennaio 2023  | Idre Fjäll | Svezia   | SX         |
| 16 febbraio 2023 | Reiteralm  | Austria  | SX         |
| 12 marzo 2023    | Veysonnaz  | Svizzera | SX         |
| 10 febbraio 2024 | Bakuriani  | Georgia  | SX         |
| 16 marzo 2024    | Veysonnaz  | Svizzera | SX         |
| 22 marzo 2024    | Idre Fjäll | Svezia   | SX         |
| 22 marzo 2024    | Idre Fjäll | Svezia   | SX         |

Legenda:

SX = Ski cross